# Ezcabarte
Ezcabarte est une municipalité de la communauté forale de Navarre, dans le Nord de l'Espagne. Le nom de la ville en basque est Ezkabarte. Le chef-lieu est situé à Oricáin.
Elle est située dans la zone linguistique mixte de la province et à 7 km de sa capitale, Pampelune.
Son territoire est brièvement parcouru, près de sa limite sud sur la municipalité d'Arre, par le Camino francés et la voie du Baztan du chemin de Saint-Jacques-de-Compostelle.

## Étymologie
"Ezkabarte" est un toponyme basque qui vient Ezkaba + le suffixe arte (qui signifie "entre", indiquant la position de la municipalité par rapport à la montagne).

## Géographie

### Localités de la commune
La commune est composée des concejos suivants : Arre, Azoz, Cildoz, Eusa, Maquirriáin, Oricáin, Orrio et Sorauren, ainsi que des hameaux de Adériz, Anoz, Ezcaba et Garrués.

## Démographie
| Évolution démographique                                   | Évolution démographique | Évolution démographique | Évolution démographique | Évolution démographique | Évolution démographique | Évolution démographique | Évolution démographique | Évolution démographique | Évolution démographique | Évolution démographique |
| 1996                                                      | 1998                    | 1999                    | 2000                    | 2001                    | 2002                    | 2003                    | 2004                    | 2005                    | 2006                    | 2007                    |
| --------------------------------------------------------- | ----------------------- | ----------------------- | ----------------------- | ----------------------- | ----------------------- | ----------------------- | ----------------------- | ----------------------- | ----------------------- | ----------------------- |
| 1 085                                                     | 1 140                   | 1 198                   | 1 202                   | 1 265                   | 1 335                   | 1 353                   | 1 403                   | 1 490                   | 1 540                   | 1 575                   |
| Sources: Ezcabarte et instituto de estadística de navarra |                         |                         |                         |                         |                         |                         |                         |                         |                         |                         |

## Transports en commun
La ligne  4 de Eskualdeko Hiri Garraioa desservent Orikain.

## Politique et administration
Le secrétariat de la mairie est commun aux communes d'Ezcabarte et d'Oláibar

### Sources et bibliographie
- (es) Cet article est partiellement ou en totalité issu de l’article de Wikipédia en espagnol intitulé « Ezcabarte » (voir la liste des auteurs).
- José María Jimeno Jurio, Toponimia y cartografía de Navarra. LIX, Pamplona/Iruñea, 1999.  (ISBN 84-235-1876-0)